# Gareth Roberts (football)
Pour les articles homonymes, voir Gareth Roberts et Roberts.
Gareth Wyn Roberts, né le 6 février 1978 à Wrexham (pays de Galles), est un footballeur international gallois, qui évolue au poste de défenseur central à Notts County.

## Carrière

### En club
Gareth Roberts signe à Derby County le 13 mai 2010 pour une durée de deux ans à la suite des départs de Gary Teale et Jay McEveley.

### Sélection internationale
La première sélection de Roberts en équipe du pays de Galles de football a lieu en 2000 à l'occasion d'un match contre la Finlande.

## Palmarès
Liverpool
- FA Youth Cup
  - Vainqueur : 1996

Doncaster Rovers
- Football League Trophy
  - Vainqueur : 2007

Tranmere Rovers
- Coupe de la Ligue
  - Finaliste : 2000

### Distinctions personnelles
- 2006 Membre de l'équipe type de Football League One en 2006.